# Vernon Ingram
Vernon Martin Ingram, all'anagrafe Werner Adolf Martin Immerwahr (Breslavia, 19 maggio 1924 – Boston, 17 agosto 2006), è stato un biologo statunitense.

## Biografia
Ingram nacque a Breslavia, in Bassa Slesia. Quando ebbe 14 anni, lui e la sua famiglia lasciarono la Germania nazista a causa della loro opposizione al nazismo (essendo ebrei) e si stabilirono in Inghilterra. Successivamente anglicizzò il suo nome in Vernon Ingram.
Durante la seconda guerra mondiale, Ingram lavorò in una fabbrica chimica che produceva droga per lo sforzo bellico e di notte studiò al Birkbeck College presso l'Università di Londra. Conseguì la laurea in chimica nel 1945 e il dottorato in chimica organica nel 1949.
Dopo conseguì il suo dottorato; Ingram lavorò alle lezioni post-dottorato presso il Rockefeller Institute e la Yale University. A Rockefeller, lavorò con Moses Kunitz sulle proteine cristallizzanti. Mentre era a Yale, studiò chimica del peptide con Joseph Fruton. Nel 1952, Ingram tornò in Inghilterra e iniziò a lavorare presso il Cavendish Laboratory dell'Università di Cambridge, studiando chimica delle proteine.
Ingram ha utilizzato l'elettroforesi e la cromatografia per dimostrare che la sequenza di amminoacidi delle emoglobine dell'anemia umana e dell'anemia falciforme era diversa. Gran parte di questo lavoro è stato fatto con il supporto di Max Perutz e Francis Crick. Ingram ha vinto il William Allan Award dall'American Society of Human Genetics nel 1967.

## Pubblicazioni parziali
- V.M. Ingram, A Specific Chemical Difference between Globins of Normal and Sickle-cell Anemia Hemoglobins, in Nature, vol. 178, n. 4537, 1956,  pp. 792-794, DOI:10.1038/178792a0, PMID 13369537.
- V.M. Ingram,, Gene Mutations in Human Hemoglobin: The Chemical Difference between Normal and Sickle Hemoglobin, in Nature, vol. 180, n. 4581, 1957,  pp. 326-328, DOI:10.1038/180326a0, PMID 13464827.
- J.A. Hunt e V.M. Ingram, Abnormal Human Haemoglobins. II. The Chymotryptic Digestion of the Trypsin-resistant Core of Haemoglobins A and S, in Biochimica et Biophysica Acta, vol. 28, n. 3, 1958,  pp. 46-549, DOI:10.1016/0006-3002(58)90517-1, PMID 13560405.
- V.M. Ingram, Gene Evolution and the Hæmoglobins, in Nature, vol. 189, n. 4766, 4 marzo 1961,  pp. 704-708, DOI:10.1038/189704a0, PMID 13717731.
- R.M. Winslow e V.M. Ingram, Peptide Chain Synthesis of Human Hemoglobins A and A2 (PDF), in J. Biol. Chem., vol. 241, n. 5, 10 marzo 1966,  pp. 1144-9, PMID 5933872. URL consultato il 29 maggio 2018 (archiviato dall'url originale il 29 settembre 2007).
- Vernon M. Ingram, Sickle-cell anemia hemoglobin: the molecular biology of the first "molecular disease"--the crucial importance of serendipity (PDF), in Genetics, vol. 167, n. 1, 2004,  pp. 1-7, DOI:10.1534/genetics.167.1.1, PMC 1470873, PMID 15166132.
- B.J. Blanchard, A. Chen, C. Kelly, K. Stafford, B. Stockwell e V.M. Ingram, Novel Compounds eliminate the Neurotoxicity of the Alzheimer Aβ Peptide, in Abstr. Massachusetts Alzheimer's Disease Research Center, Annual meeting, 2004.
- V.M. Ingram, B.J. Blanchard, A. Chen, C. Kelly, K. Stafford e B. Stockwell, Blocking the Initial Molecular Mechanism of Alzheimer's Disease, in Abstr. International Congress on Alzheimer's Disease, Philadelphia, 2004.
- V.M. Ingram, Sickle-cell anemia hemoglobin: the molecular biology of the first "molecular disease"--the crucial importance of serendipity, in Genetics, vol. 167, n. 1, 2004,  pp. 1-7, DOI:10.1534/genetics.167.1.1, PMC 1470873, PMID 15166132.
- V.M. Ingram, The Role of Alzheimer Aβ Peptides in Ion Transport across Cell Membranes, in Subcellular Biochemistry: Alzheimer’s Disease, in eds. Harris, R. e Fahrenholz, F. (a cura di), Cellular and Molecular Aspects of Amyloid, London, Kluwer Academic/Plenum Publishers, 2004.
- D.W. Colby, P. Garg, G. Chao, J. Webster, A. Messer, V.M. Ingram e K.D. Wittrup, Development of a Human Variable Light Chain Domain Intracellular Antibody against Huntingtin via Yeast Surface Display, in J. Mol. Biol., vol. 342, n. 3, 17 settembre 2004,  pp. 901-12, DOI:10.1016/j.jmb.2004.07.054, PMID 15342245.
- J.M. Webster, D.W. Colby, V.M. Ingram, K.D. Wittrup e A. Messer, Enhanced anti-Huntington's Disease Intrabodies, in Abstract Soc. Neurosci., novembre 2004.
- B.J. Blanchard, A. Chen, K. Stafford, P. Weigele e V.M. Ingram, Efficient reversal of Alzheimer's disease fibril formation and elimination of neurotoxicity by a small molecule, in Proc Natl Acad Sci USA, vol. 101, n. 40, 5 ottobre 2004,  pp. 14326-32, DOI:10.1073/pnas.0405941101, PMC 521943, PMID 15388848.